# 394

## Esdeveniments
- 6 de setembre - Eslovènia: L'emperador Teodosi I el Gran planta batalla prop del riu Frigidus a l'exèrcit d'Eugeni, amb el resultat de l'execució d'aquest darrer i la reunificació de l'Imperi Romà.
- Constantinoble: Se celebra un segon concili general a la ciutat.
- Olímpia (Grècia): L'estàtua de Zeus de Fídies, una de les set meravelles del món, amb més de vuit-cents anys d'existència, és traslladada a Constantinoble.
- Mopsuèstia (Cilícia): Teodor és nomenat bisbe de la ciutat.
- Files (Egipte): Última escriptura coneguda en jeroglífic egipci.

## Necrològiques
- 6 de setembre, Eslovènia: Eugeni, emperador romà, executat.
- Nissa, província romana d'Àsia: Gregori de Nissa, bisbe i pare de l'Església.
- Cesarea de Palestina: Gelasi II, bisbe de la ciutat.
- Dacora, província romana d'Àsia: Eunomi, bisbe arrià grec fundador dels eunomians.